# Galaxie petit pois

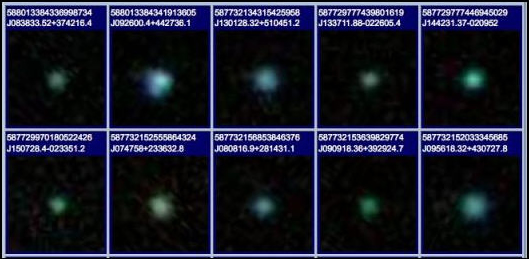
Les galaxies petit pois du projet Galaxy Zoo

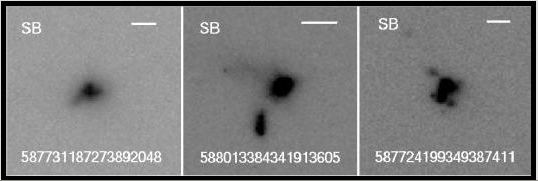
Trois images de galaxies petit pois prises par le télescope spatial Hubble

Une galaxie petit pois est un type de galaxie compacte bleue lumineuse qui présente un très fort taux de formation d'étoiles. Les galaxies petit pois sont nommées ainsi car elles sont de petite taille et présentaient un aspect verdâtre sur les images prises par le télescope du Sloan Digital Sky Survey (SDSS).
Les galaxies petit pois ont été découvertes pour la première fois par les contributeurs du projet collaboratif en ligne Galaxy Zoo.

## Description
Les galaxies petit pois (GPP) sont des galaxies compactes présentant une forte raie d'émission dans l'oxygène. Elles ont été découvertes à des valeurs de décalage vers le rouge situées entre z = 0,112 et z = 0,360. Ces galaxies à faible masse ont une limite supérieure de taille d'environ 16 300 années-lumière (5 000 pc), elles résident typiquement dans des environnements comportant une densité des deux-tiers inférieure aux environnements des galaxies normales. Une GPP moyenne a un décalage vers le rouge de z = 0,258, une masse d'environ 3 200 millions de masses solaires, un taux de formation d'étoiles d'environ 10 masses solaires par an, une largeur équivalente dans l'oxygène doublement ionisé ([O III]) de 69,4 nm, et une faible métallicité,. Les GPP sont seulement des galaxies à formation d'étoiles, elles n'ont pas de noyau actif. Elles présentent une forte raie d'émission à la longueur d'onde de l'[O III] (500,7 nm). Cette longueur d'onde est une raie interdite du spectre électromagnétique, elle est uniquement rendue possible ici par la très faible densité du milieu,. Lorsque l'intégralité de la base de données photométrique du SDSS a été interrogée à la recherche de GPP, seuls 40 222 objets ont été retournés, ce qui laisse à penser que ces galaxies sont des objets rares.
Les GPP sont les galaxies les moins massives et les plus actives en formation d'étoiles de l'univers local. « Ces galaxies sembleraient normales dans un univers jeune, mais l'on ne rencontre plus ce genre de galaxies actives aujourd'hui », dit Kevin Schawinski, astrophysicien, professeur à l'École polytechnique fédérale de Zurich. « Comprendre les galaxies petit pois nous permettrait d'en savoir plus sur la formation des étoiles dans un univers jeune, et sur l'évolution des galaxies ».
Les GPP existaient à un âge où l'univers avait les trois-quarts de son âge actuel, ce sont donc de bons indicateurs de la formation de galaxies dans un univers jeune. Depuis la publication des travaux de l'équipe de R. Amorín en février 2012, on pense que les GPP seraient de vieilles galaxies qui auraient formé la majeure partie de leurs étoiles il y a plusieurs milliards d'années. De vieilles étoiles ont pu être identifiées par spectroscopie dans l'une des trois galaxies étudiées grâce à la présence de magnésium.

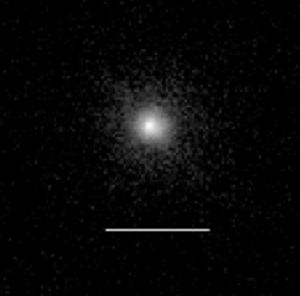
Une image de la galaxie petit pois GP_J1219 prise par le télescope spatial Hubble dans le proche ultraviolet.

En janvier 2016, une étude publiée par le journal Nature identifie la GPP J0925+1403 comme laissant échapper des photons du continuum Lyman (LyC) avec un taux d'échappement d'environ 8 % (voir section ci-dessous). En 2014-2015, deux sources distinctes ont identifié deux GPP (J1219 et J0815) comme probables galaxies à « fuite de LyC », suggérant que ces deux GPP sont les analogues, dans les faibles décalages vers le rouge, des galaxies à « fuite de LyC et de raie Lyman-alpha (Ly α) » dans les importants décalages vers le rouge, dont seulement deux sont connues : Haro 11 et Tololo-1247-232,,. Trouver des galaxies à fuite de LyC locales est crucial pour les théories de l'univers jeune à l'ère de la réionisation,. Ces deux objets ont les références SDSS DR9 suivantes : 1237661070336852109 (GP_J1219) et 1237664668421849521.
L'image ci-contre montre la galaxie petit pois GP_J1219. Elle a été prise par une équipe du télescope spatial Hubble (HST) dirigée par Alaina Henry, en utilisant un instrument nommé spectrographe des origines cosmiques (COS) dans le proche ultraviolet. La barre horizontale sur l'image représente une seconde d'arc (1"), c'est-à-dire environ 10 750 années-lumière (al) à la distance de GP_J1219 (2,69 millions al). En utilisant le Multi-Anode Micro-channel Array du COS dans le proche ultraviolet, l'échelle du capteur est d'environ 40 pixels par seconde d'arc (0,0235" par pixel).

## Historique des découvertes

### Décembre 2007
Galaxy Zoo (GZ) est un projet collaboratif en ligne créé en 2007 qui s'était donné pour objectif de classifier environ un million de galaxies,. En juillet 2007, quelques jours après la naissance de GZ, une discussion fut lancée sur leur forum par Hanny Van Arkel, intitulée « Give peas a chance » (littéralement « donner une chance aux pois »), à laquelle étaient jointes plusieurs images représentant des objets verts. Cette contribution, qui débuta de manière plutôt humoristique (un jeu de mots sur la chanson de John Lennon Give Peace a Chance), prit une tournure plus scientifique lorsqu'en décembre 2007, il devint évident que certains de ces étranges objets formaient un nouveau groupe de galaxies. Ces « galaxies pois » apparaissaient sur les images du Sloan Digital Sky Survey (SDSS) sous forme de lueurs vertes diffuses. C'est parce que ces galaxies présentent une intense raie d'émission dans l'oxygène fortement ionisé, ce qui sur les images composites du SDSS se traduit par une augmentation de la luminosité dans la bande de couleur « r » du capteur, par rapport aux deux autres bandes de couleur « g » et « i ». La bande de couleur « r » est représentée en vert sur les images du SDSS,.

### Juillet 2008
Enthousiastes, se nommant eux-mêmes les « Peas Corps » (littéralement « la brigade des pois », un autre jeu de mots sur les Peace Corps), un groupe de contributeurs a identifié plus d'une centaine de ces galaxies, qui furent rassemblées dans une nouvelle discussion dédiée sur le forum GZ, initiée par Carolin Cardamone en juillet 2008. Ces premières données ont permis la recherche systématique d'autres objets du même type dans la base de données GZ ; parmi le millions d'objets qu'elle contenait au total, 251 galaxies pois, plus connues sous le nom de « galaxies petit pois » (GPP), furent trouvées.

### Novembre 2009
En novembre 2009, les auteurs C. Cardamone, Kevin Schawinski, M. Sarzi, S. Bamford, N. Bennert, C. Urry, Chris Lintott, W. Keel et neuf autres personnes ont publié un article dans le MNRAS intitulé « Les petits pois de Galaxy Zoo : découverte d'une classe de galaxies compactes à très fort taux de formation d'étoiles ». Dans cet article, dix contributeurs bénévoles du projet Galaxy Zoo ont été distingués pour leur aide particulièrement significative. Ils se nomment : Elisabeth Baeten, Gemma Coughlin, Dan Goldstein, Brian Legg, Mark McCallum, Christian Manteuffel, Richard Nowell, Richard Proctor, Alice Sheppard et Hanny Van Arkel. Ils ont été remerciés pour « avoir donné une chance aux pois » (« giving Peas a chance »). Les citations dont cet article ont fait l'objet sont consultables sur le site de la NASA dédié aux données astrophysiques. Pour plus de détails, voir les sections Physique dans la publication Cardamone 2009 et Analyse de la publication Cardamone 2009.
Les GPP étudiées dans cet article n'avaient pas toutes été découvertes récemment. Sur les 80 galaxies de l'échantillon original, 46 d'entre elles avaient déjà fait l'objet de références antérieures dans la base de données extragalactique de la NASA. Les 80 GPP originales provenaient toutes d'un échantillon du SDSS data-release 7 (DR7), à l'exclusion d'autres sources. Certaines sources contenaient des objets qui auraient pu être classés comme GPP s'ils s'étaient trouvés dans l'échantillon du SDSS. On en trouve un exemple dans un article publié en avril 2009 dans The Astrophysical Journal, par les auteurs J. J. Salzer, A. L. Williams et C. Gronwall, sous le titre « Une population de galaxies pauvres en métal présentant des luminosités ~L* à des décalages vers le rouge intermédiaires ». Dans cet article sont présentées de « nouvelles estimations spectroscopiques et de métallicité pour un échantillon de 15 galaxies à formation d'étoiles ayant des valeurs de décalage vers le rouge comprises entre 0,29 et 0,42 ». Ces objets avaient été sélectionnés à l'aide du KPNO International Spectroscopic Survey (KISS). Au moins trois de ces 15 objets sont verts sur les images du SDSS (KISSR 1516, KISSR 2042 et KISSRx 467). Citant Salzer et al. 2009, section 4.1 : « Une nouvelle classe de galaxies ? Étant donné le grand nombre d'études ayant porté sur les abondances de métaux au sein de galaxies à des décalages vers le rouge hauts et intermédiaires, il peut sembler étrange que des systèmes similaires à ceux décrits ici n'aient pas été précédemment identifiés ».

### Juin 2010
En juin 2010, les auteurs R. Amorin, E. Perez-Montero et J.M. Vilchez ont publié un article dans The Astrophysical Journal intitulé « Sur les abondances chimiques de l'oxygène et de l'azote et l'évolution des galaxies petit pois ». Dans cet article ils étudient les incohérences des mesures concernant la métallicité de 79 GPP, mettant en doute les résultats originaux publiés par Cardamone et al. Ils concluent : « nous pensons que l'afflux de gaz induit par les récentes interactions, probablement combiné à une déperdition des gaz riches en métaux soufflés par les supernovas, pourraient expliquer nos résultats ainsi que les propriétés des galaxies connues ». Pour plus de détails, voir la section Deux publications de R.Amorin, J.M.Vilchez et E.Perez-Montero.

### Février 2011
En février 2011, les auteurs Y. Izotov, N. Guseva et T.X. Thuan publièrent dans The Astrophysical Journal un article intitulé : « Galaxies petit pois et consorts : galaxies à raie d'émission compacte lumineuse dans le catalogue SDSS ». Ils ont découvert que les 80 GPP ne forment pas à elles seules une nouvelle classe de galaxies rares, mais qu'elle représentent plutôt une sous-classe de galaxies déjà connues sous le nom de galaxies compactes lumineuses, dont 803 exemplaires ont été identifiés à ce jour. Pour plus de détails, consultez la section Comparaison entre galaxies petit pois et galaxies compactes lumineuses

### Novembre 2011
En novembre 2011, les auteurs Y. Izotov, N. Guseva, K. Fricke et C. Henkel ont publié un article dans le journal Astronomy and Astrophysics intitulé : « Galaxies à formation d'étoiles avec émission de poussières chaudes dans le catalogue SDSS découvertes par le télescope infrarouge Wide-Field Infrared Survey Explorer (WISE) ». Dans cet article, les auteurs étudient quatre galaxies de couleur rouge à des longueurs d'onde comprises entre 3,4 µm (W1) et 4,6 µm (W2). Les mesures indiquent que la « poussière » contenue dans ces galaxies est à une température d'environ 1 000 K. Ces quatre galaxies sont des GPP et font plus que doubler le nombre de galaxies de ce type connues à ce jour.

### Janvier 2012
En janvier 2012, les auteurs R. Amorin, R. Perez-Montero and J.Vilchez ont publié le compte-rendu d'une conférence intitulée « Dévoiler la nature des galaxies petit pois ». Dans cette publication, ils annoncent avoir mené une série d'observations à l'aide du spectromètre OSIRIS du Gran Telescopio Canarias, et indiquent qu'ils sont sur le point de publier un article concernant ces recherches. Ces observations « vont fournir de nouveaux éclairages sur l'état d'évolution des GPP. En particulier, nous serons capables de déterminer si les GPP comportent une représentation dominante de vieilles populations stellaires, au-delà de leur flambée de jeunes étoiles, comme c'est le cas dans la plupart des autres galaxies compactes bleues ». Pour plus de détails, voir la section Deux publications de R.Amorin, J.M.Vilchez et E.Perez-Montero.
En janvier 2012 également, les auteurs L. Pilyugin, J. Vilchez, L. Mattsson et T.X. Thuan ont publié un article dans le MNRAS intitulé « Détermination des abondances à partir des spectres d'émission du catalogue SDSS : examen des objets comportant un haut ratio azote/oxygène ». Dans cet article les auteurs comparent les abondances relatives de l'oxygène et de l'azote à l'aide des mesures globales de raies d'émission des spectres du SDSS, en utilisant (1) la méthode de la température des électrons et (2) les récentes calibrations des raies d'émission oxygène/azote et azote/soufre. Trois catégories d'objets furent comparées : un groupe de nébuleuses composites riches en hydrogène, 281 galaxies du catalogue SDSS, et un échantillon de GPP comportant des raies d'émission perceptibles dans l'[O III]. L'une des questions que l'on se pose à propos des GPP, c'est comment les nébuleuses influencent les spectres mesurés. En comparant ces trois catégories d'objets à l'aide de méthodologies éprouvées et de l'analyse de leur métallicité, les auteurs concluent que « les hauts ratios azote/oxygène observés dans certaines galaxies petit pois pourraient être causés par le fait que les spectres mesurés par le SDSS sont des spectres de nébuleuses composites, sommes de plusieurs composantes ayant des propriétés physiques distinctes (comme la métallicité). Toutefois, pour les galaxies petit pois les plus chaudes, qui semblent être des galaxies naines, cette explication ne semble pas plausible ».
Toujours en janvier 2012, S. Hawley publia un article dans les Publications of the Astronomical Society of the Pacific intitulé « Abondances dans les galaxies petit pois à formation d'étoiles ». Dans cet article, l'ancien astronaute de la NASA Steven A. Hawley compare les résultats publiés dans de précédents articles à propos des mesures de métallicité des GPP. L'auteur passe en revue les différentes méthodes de calibration et d'interprétation des résultats, principalement depuis les publications Cardamone et al. et Amorin et al., mais également depuis Izotov et al., et suggère une explication possible aux nombreuses contradictions dans les résultats de ces différentes études. Il a pris en compte la contribution des étoiles de Wolf-Rayet dans l'ionisation des gaz, et déterminé quels types de raies d'émission donnaient les résultats les plus précis pour ces galaxies. Il conclut : « les calibrations spécifiques effectuées pour les galaxies petit pois diffèrent des calibrations couramment utilisées, elles pourraient se révéler utiles si des galaxies comme les GPP, comportant des sources ionisantes extrêmement chaudes, se révélaient être des objets communs ».

## J0925+1403 et fuite de photons LyC
En janvier 2016, le journal Nature a publié un article ayant pour titre « Huit pour cent de taux d'échappement de photons du continuum Lyman depuis une galaxie naine compacte formant des étoiles », signé Y.I. Izotov, I. Orlitová, D. Schaerer, T.X. Thuan, A. Verhamme, N.G. Guseva & G. Worseck. Le résumé indique : « L'une des questions clés de la cosmologie observationnelle est l'identification des sources responsables de l'ionisation de l'univers après les âges sombres cosmiques [...] Dans cet article nous présentons des observations dans le lointain ultraviolet d'une proche galaxie de faible masse formant des étoiles, J0925+1403, choisie pour sa compacité et son haut état d'excitation [...] La galaxie « émet » des rayonnements ionisants, avec un taux d'échappement de 7,8 %. » On pense que ces niveaux de radiation sont similaires à ceux qu'émettaient les premières galaxies de l'univers, nées à l'ère de la réionisation. Ces découvertes ont mené l'équipe de recherche, incluant des scientifiques de l'Université de Genève, à la conclusion que J0925 pouvait ioniser le milieu intergalactique jusqu'à quarante fois sa propre masse stellaire.
Cette étude a été menée à la suite des observations effectuées avec le spectrographe des origines cosmiques à bord du télescope spatial Hubble, comme décrit dans la proposition 13744 du cycle 22.

## Émissions Lyman-alpha depuis les galaxies petit pois

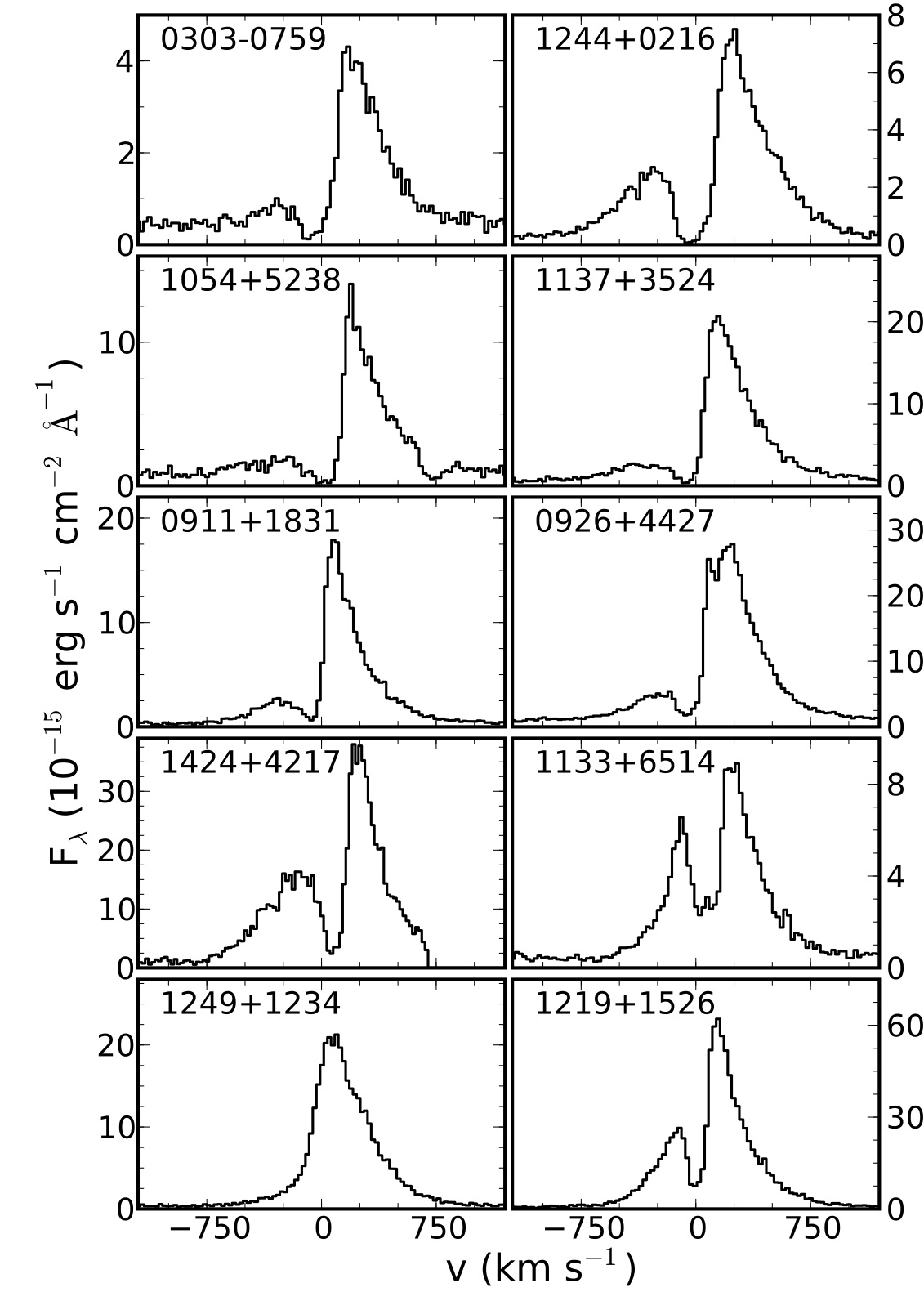
Spectres de GPP montrant une résonance dans la diffusion des photons Ly α.

En mai 2015, les auteurs Alaina Henry, Claudia Scarlata, Crystal Martin et Dawn Erb ont publié un article titré « Émission Ly α depuis les galaxies petit pois : le rôle de la densité du gaz circumgalactique, de l'enveloppe et de la cinématique ». Le but de ces travaux était de comprendre pourquoi certaines galaxies produisent des émissions Lyman-alpha (Ly α), alors que d'autres n'en produisent pas. De très nombreuses conditions physiques régulent l'émission de ce type de spectre, par conséquent connaître les caractéristiques de cette émission est fondamental pour comprendre comment les galaxies se forment et comment elles impactent leur environnement intergalactique.
Henry et al. émirent l'hypothèse que, puisque les GPP ressemblaient au galaxies ayant un décalage vers le rouge d'une valeur z > 2, et que les émissions Ly α sont habituelles à ces valeurs de décalage vers le rouge, les raies Ly α devraient également être émises par les GPP. Les observations menées avec le télescope spatial Hubble (HST) et l'instrument COS (voir section Description) ont conforté cette hypothèse pour les 10 GPP de l'échantillon. Les spectres des diagrammes ci-contre montrent une résonance dans la diffusion des photons Ly α qui sont émis à une vélocité quasiment nulle. La richesse des données existantes sur les GPP, combinée aux spectres réalisés par le COS, ont permis à Henry et al. d'explorer les mécanismes physiques qui régulent les émissions Ly α. Les auteurs ont conclu que les variations de quantité de gaz hydrogène neutre, qui diffusent les photons Ly α, sont la cause d'une différence de facteur 10 dans les émissions Ly α des GPP de leur échantillon.
Le spectre de GP_J1219 (dont une image figure dans la section Description) montre des flux d'émissions très puissants, comparé aux 9 autres GPP. En fait, seule GP_J1214 présentes des valeurs d'émissions approchant J1219. À noter également les doubles crêtes dans certains spectres, indiquant des flux d'entrée et de sortie de matière de la GPP.

## Physique dans la publication Cardamone 2009

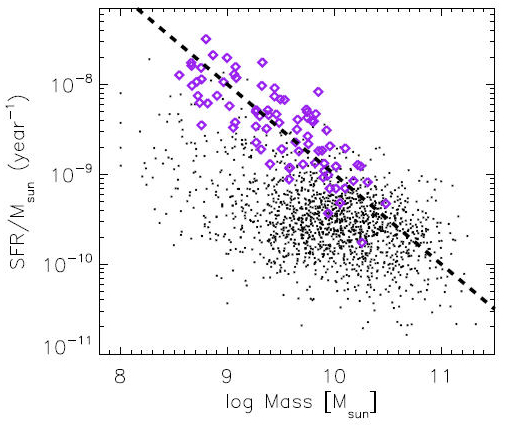
Graphe représentant les taux de formations d'étoiles des galaxies par rapport à leur masse. Les losanges violets représentent les GPP, les points noirs les galaxies de l'échantillon du Galaxy Zoo Merger Sample.

À l'époque où cet article fut publié, seulement cinq galaxies petit pois (GPP) avaient été observées par le télescope spatial Hubble (HST). Trois de ces images montraient les GPP comme composées de brillantes grappes d'étoiles en formation, avec une faible densité de surface, suggérant que ces objets résultaient d'une fusion de galaxies récente ou encore en cours. Ces trois images du HST provenaient d'une étude réalisée en 2005 sur un échantillon de galaxies locales lumineuses dans l'ultraviolet. Les grandes galaxies fusionnées sont fréquemment le site d'une intense activité de formation d'étoiles, comme le montre le graphe ci-contre qui représente le taux de formations d'étoiles par rapport à la masse galactique. Sur ce graphe, les GPP sont comparées avec les 3 003 galaxies fusionnées issues du catalogue Galaxy Zoo Merger Sample (GZMS). On peut voir que les GPP ont une faible masse, typique des galaxies naines, et que leur taux de formation d'étoiles est plus important que celui des GZMS. La ligne noire pointillée représente un taux de formation d'étoile constant de 10 M☉/an (10 masses solaires par an). La plupart des GPP ont un taux de formation d'étoiles compris entre 3 M☉/an et 30 M☉/an.

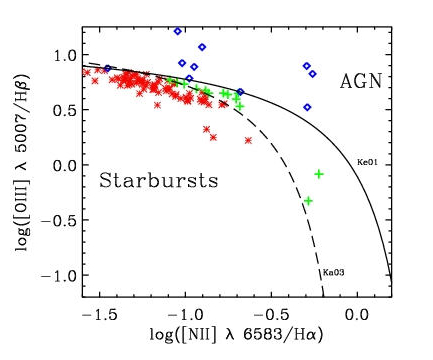
Graphe représentant 103 GPP en tant que galaxies à flambée d'étoiles (croix rouges), galaxies à noyau actif (losanges bleus), et objets de transitions entre ces deux types (croix vertes)

Les GPP sont rares. Parmi le million d'objets figurant dans les banques d'images du projet Galaxy Zoo (GZ), seules 251 GPP ont pu être identifiées. Après avoir écarté 148 objets à cause de la contamination atmosphérique affectant leur spectre, les 103 objets restants, qui présentaient les meilleurs rapports signal/bruit (SNR), furent étudiés plus en détail via l'analyse de leurs raies d'émission par Baldwin, Phillips et Terlevich, qui ont pu différencier les galaxies à flambée d'étoiles (GFE) des galaxies à noyau actif (AGN). 80 se sont révélées être des GFE. Le graphe ci-contre représente 103 GPP à étroite bande (toutes avec un SNR ≥ 3 dans leurs raies d'émission) en tant que 10 AGN (losanges bleus), 13 objets de transitions (croix vertes) et 80 GFE (croix rouges). La ligne continue (notée Ke01) représente le maximum de contribution des GFE (Kewley et al. 2001),. La ligne pointillée (notée Ka03) représente la séparation entre les AGN et les pures galaxies à formation d'étoiles (Kauffmann et al. 2003).

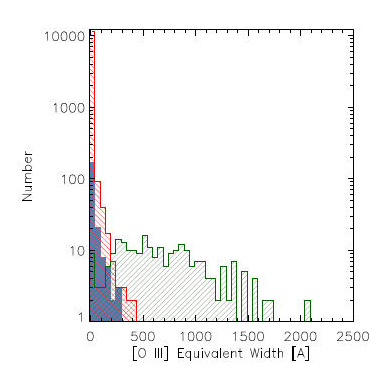
Histogramme représentant les largeurs équivalentes [O III] de 10 000 galaxies de comparaison (rouge), 215 galaxies lumineuses dans l'ultraviolet (bleu), et les GPP (vert)

Les GPP présentent une forte émission dans la raie de l'oxygène doublement ionisé [O III], comparativement à l'ensemble de leur spectre. Sur les spectres du Sloan Digital Sky Survey (SDSS), cela se manifestait sous la forme d'une large crête avec la raie [O III] au sommet.
La longueur d'onde de l'[O III] (500,7 nm) a été choisie pour déterminer la luminosité des GPP par la comparaison des largeurs équivalentes. L'histogramme ci-contre présente sur une échelle horizontale les largeurs équivalentes de 10 000 galaxies normales (en rouge), de 215 galaxies lumineuses dans l'ultraviolet (UV-lumineuses, en bleu), et de GPP (en vert). Comme on peut le voir sur l'histogramme, la largeur équivalente des GPP est même bien plus grande que celle des prolifiques pouponnières d'étoiles que sont pourtant les galaxies UV-lumineuses.
Dans la publication Cardamone et al., des comparaisons sont faites avec d'autres types de galaxies compactes, comme les galaxies naines compactes bleues et les galaxies UV-lumineuses, situées à des distances locales mais aussi plus lointaines. Le résultat de l'étude indique que les GPP forment une classe de galaxies différentes des naines compactes bleues, mais qu'elles pourraient toutefois ressembler aux membres les plus lumineux de cette catégorie. Les GPP sont également similaires aux galaxies UV-lumineuses à fort décalage vers le rouge, comme les galaxies Lyman-break ou les émetteurs Lyman-alpha,,. Les auteurs concluent que si les processus internes animant les GPP sont similaires à ceux que l'on trouve dans les galaxies UV-lumineuses à fort décalage vers le rouge, les GPP pourraient représenter les derniers vestiges du mode ordinaire de formation d'étoiles ayant eu cours durant la jeunesse de l'univers,,.

## Analyse de la publication Cardamone 2009
Les valeurs présentées dans le tableau ci-dessous sont extraites des pages 16 et 17 de la publication Cardamone et al. 2009, récapitulant les caractéristiques des 80 galaxies petit pois (GPP) qui y ont été analysées.
| | Valeur maximum                     | Valeur minimum                    | Valeur moyenne | Objet le plus proche de la moyenne |
| --- | ---------------------------------- | --------------------------------- | -------------- | ---------------------------------- |
| Distance | z=0,348 (587732134315425958)       | z=0,141 (587738947196944678)      | z=0,2583       | z=0,261 (587724240158589061)       |
| Masse | 1010,48 M☉ (588023240745943289)    | 108,55 M☉ (587741392649781464)    | 109,48 M☉      | 109,48 M☉ (587724241767825591)     |
| Taux de formation d'étoiles | 59 M☉/an (587728906099687546)      | 2 M☉/an (588018090541842668)      | 13,02 M☉/an    | 13 M☉/an (588011122502336742)      |
| Luminosité (Largeur éq. [O III]) | 238,83 nm (587738410863493299)     | 1,2 nm (587741391573287017)       | 69,4 nm        | 67,4 nm (588018090541842668)       |
| Luminosité (UV) | 36,1 × 1036 W (587733080270569500) | 1,9 × 1036 W (588848899919446344) | 12,36 × 1036 W | 12,3 × 1036 W (588018055652769997) |
| z : décalage vers le rouge ; M☉ : masse solaire ; nm : nanomètre ; W : Watt (nombre à 18 chiffres) : numéro de référence de l'objet dans le catalogue SDSS DR7. |                                    |                                   |                |                                    |

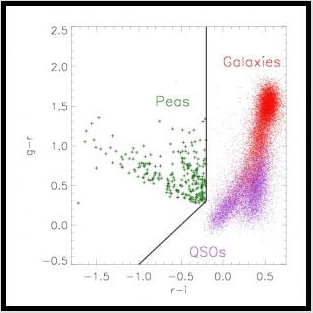
Diagramme couleur-couleur r-i / g-r pour 251 GPP (croix vertes), un échantillon de galaxies normales (points rouges), et l'ensemble des quasars (points violets)

La sélection des couleurs a été obtenue par la différence de niveaux entre trois filtres, dans les limites suivantes : u-r ≤ 2.5 (1), r-i ≤ -0.2 (2), r-z ≤ 0.5 (3), g-r ≥ r-i + 0.5 (4), u-r ≥ 2.5 (r-z) (5). On peut voir cette séparation dans les spectres de couleurs sur le diagramme ci-contre. Le diagramme couleur-couleur représente une centaine de GPP (croix vertes), dix mille galaxies de comparaison (points rouges) et neuf mille cinq cents quasars de comparaison (points violets), situés à des valeurs de décalage vers le rouge comparables à celles des GPP. Les lignes noires représentent les frontières de séparation entre ces différents objets.
Il peut être utile de comparer une GPP à notre propre galaxie, la Voie lactée, pour se faire une idée représentative de leur taux de formation d'étoiles. Une GPP moyenne a une masse d'environ 3 200 millions M☉ (3 200 millions de masses solaires). La Voie lactée est une galaxie spirale de 1 125 000 millions M☉. La Voie lactée est donc environ aussi massive que 390 GPP.
On sait que la Voie lactée convertit environ 2 M☉/an (2 masses solaires par an) de gaz interstellaire en étoiles. Une GPP moyenne en convertit environ 10 M☉/an, ce qui représente 5 fois le taux de formation de la Voie lactée.
Un des moyens historiques d'identifier les GPP, avant l'utilisation de requêtes SQL, consistait à repérer les contradictions dans leur classement sur Skyserver (site web du SDSS). Sur les 251 échantillons originaux de GPP identifiés par l'un des instruments du SDSS comme ayant des spectres de galaxies, seulement 7 d'entre elles avaient été reconnues comme galaxies par un autre instrument, c'est-à-dire que 244 avaient été « oubliées »,.

## Deux publications de R.Amorin, J.M.Vilchez et E.Perez-Montero

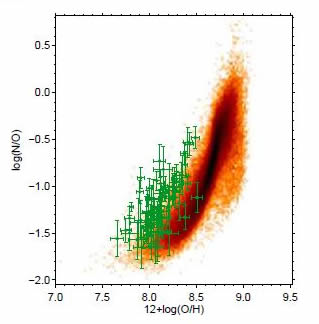
(Amorin et al. - Fig. 1)
Taux d'abondances N/O par rapport à O/H

En juin 2010, les auteurs R. Amorin, E. Perez-Montero et J.M. Vilchez ont publié un article dans The Astrophysical Journal intitulé « Sur les abondances chimiques de l'oxygène et de l'azote et l'évolution des galaxies petit pois », qui met en doute les valeurs de métallicité des GPP annoncées dans la publication Cardamone et al. 2009,. Amorin et al. ont utilisé une méthodologie différente de Cardamone et al. pour publier des valeurs de métallicité différentes de plus d'un cinquième (20 %) des valeurs précédentes pour les 80 GPP à flambée d'étoiles. Les valeurs moyennes indiquent que 12 + log(O/H) < 8,05, ce qui représente un décalage d'environ 0,65 ordre de magnitude entre les deux publications.
Pour ces 80 GPP, Amorin et al. ont utilisé une méthode directe, plutôt que la méthode à large bande utilisée par Cardamone et al., ils ont aussi calculé les propriétés physiques ainsi que les taux d'abondance de l'oxygène et l'azote ionisés. Ces métaux « contaminent » progressivement l'hydrogène et l'hélium, constituants majoritaires de la matière présente dans les galaxies. Ces métaux étant produits par les supernovae, plus une galaxie est vieille et plus elle devrait contenir de métal. Comme les GPP sont relativement proches de nous, c'est-à-dire situées dans un univers « vieux », elles devraient comporter plus de métaux que les galaxies lointaines du « jeune » univers.

## Comparaison entre galaxies petit pois et galaxies compactes lumineuses
En février 2011, Yuri Izotov, Natalia Guseva et Trinh Xuan Thuan publièrent un article intitulé : « Galaxies petit pois et consorts : galaxies à raie d'émission compacte lumineuse dans le catalogue Sloan Digital Sky Survey (SDSS) », où ils examinèrent les GPP en les comparant à un plus large échantillon de 803 galaxies compactes lumineuses (GCL). Ils ont utilisé des critères de sélection différents de ceux utilisés par Cardamone et al., à savoir :
- une forte luminosité (> 3 × 1040 Ergs s−1), avec extinction corrigée, dans la raie beta de l'hydrogène ;
- une largeur équivalente supérieure à 5 nm ;
- une forte raie d'émission [O III] à la longueur d'onde de 436,3 nm, permettant une mesure d'abondance précise ;
- une structure compacte sur les images du SDSS ;
- l'élimination des spectres ressemblant trop à des galaxies à noyau actif.